# Idar-Oberstein
Idar-Oberstein est une ville du district de Birkenfeld, en Rhénanie-Palatinat. La ville sans association est le résultat de réformes administratives et structurelles approfondies des années 1933, 1969 et 1970. La ville de pierres précieuses et de garnison compte près de 30 000 habitants, la municipalité la plus peuplée du district et un centre. Depuis 2016, la municipalité s'intitule village du parc national.

## Histoire
La ville d'Idar-Oberstein est une ville qui n'existe que depuis le 1er octobre 1933. Avant cela, il n'y avait que des villages et des petites villes. Les plus gros étaient Oberstein et Idar. En 1938, Idar-Oberstein devint une ville de garnison allemande avec de nombreuses casernes. Encore aujourd'hui, l'école d'artillerie de la Bundeswehr y est installée. En 1969 et 1970, les villages de Georg-Weierbach, Kirchenbollenbach, Mittelbollenbach, Nahbollenbach et Weierbach, Enzweiler, Göttschied, Hammerstein et Regulshausen faisaient partie de la ville.

## Cuisine à Idar-Oberstein
La nourriture la plus célèbre d'Idar-Oberstein est le rôti, ce qu'on appelle le rôti à la broche. La viande est assaisonnée de poivre et de sel et rôtie au feu de bois.

## Capitale des graveurs en pierre précieuses

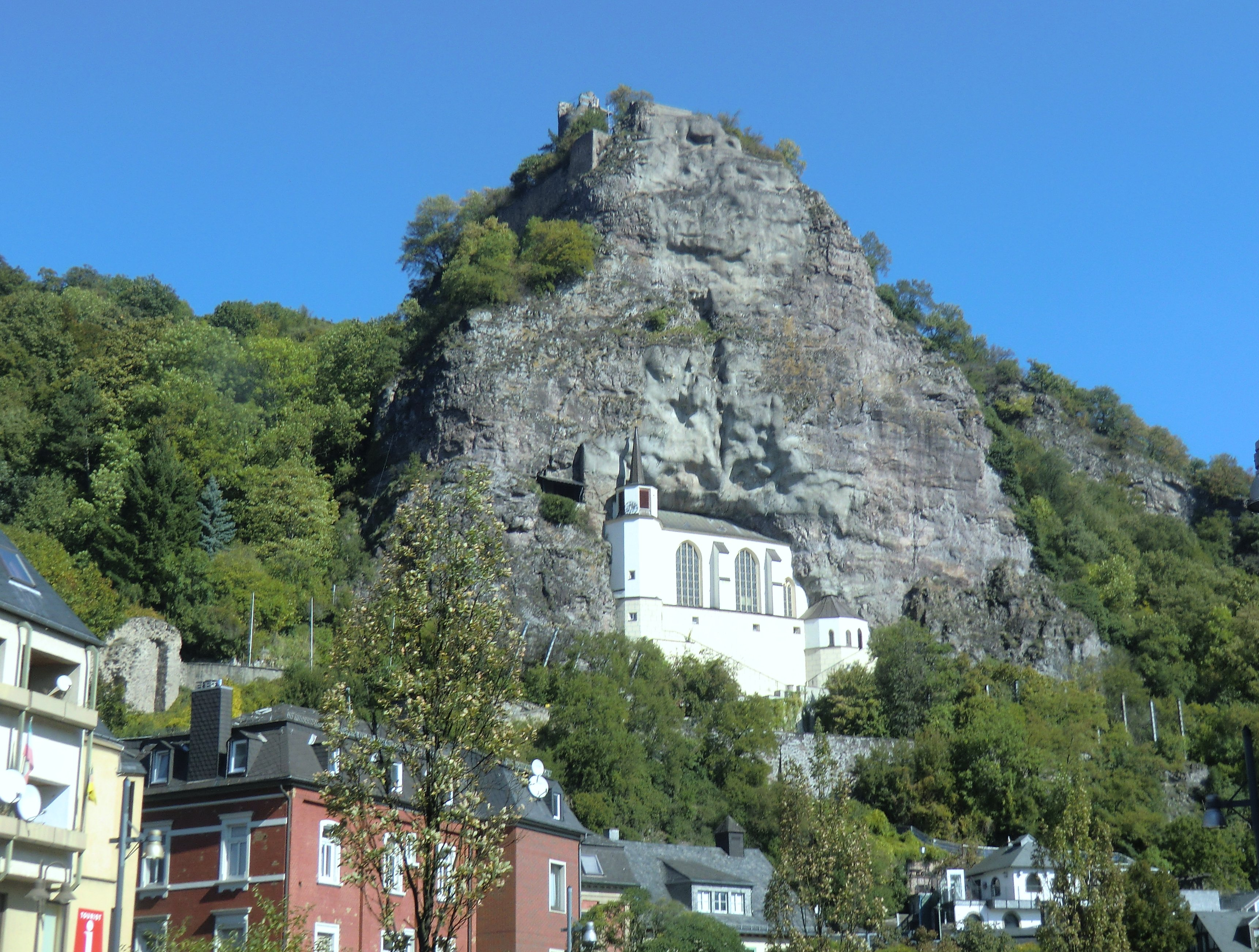
La Felsenkirche vue d'Idar-Oberstein.

Idar-Oberstein est connue pour la transformation de gemmes et pour la Felsenkirche, église noyée dans un rocher. Idar et Oberstein possèdent chacune un musée minéralogique de pierres semi-précieuses ainsi que de nombreux commerces de ces pierres. Les mines d'agate, qui avaient fait la richesse de la région, sont actuellement épuisées mais Idar-Oberstein (ainsi que les villages voisins) est resté le centre commercial des pierres précieuses et fines en important des minéraux de toutes les parties du monde, surtout du Brésil.
Une hypothèse situe dans ce village la réalisation des fameux cranes de cristal (prétendument mayas), visibles dans plusieurs musées du monde.

## Collège, université
L'Université Johannes Gutenberg de Mayence a l'Institut de recherche sur les pierres précieuses à Idar-Oberstein. La recherche sur les pierres précieuses vient du Département des géosciences.L'Université de Trèves offre des services de conception de pierres précieuses et de bijoux sur le site d'Idar-Oberstein.
Depuis 1970, le laboratoire allemand d'analyse des diamants (Deutsche Diamant Prüflabor GmbH) teste la qualité des diamants taillés. L'institut teste l'authenticité des diamants du monde entier.

## Circulation et transport
Idar-Oberstein est situé sur la ligne ferroviaire Frankfurt-Saarbrücken.
Plusieurs lignes de bus desservent les quartiers. Entre 1900 et 1956, la ville était desservie par un tramway et entre 1932 et 1969 par un trolleybus.
La route principale est la route principale B41 entre Mayence et Sarrebruck.
Idar-Oberstein a un petit aéroport pour le club AERO.

## Spectacles
- Château fort de Bosselstein
- Musée allemand des pierres précieuses
- Felsenkirche
- Musée du Monument industriel Jakob Bengel
- Mine de pierres précieuses Steinkaulenberg
- Musée d'histoire locale
- Trail Traumschleife

## Personnalités liées à la commune
- Harald Fissler (1925), entrepreneur
- Bernd Cullmann (1939-2025), champion olympique Rome 1960
- Bruce Willis (19 mars 1955), acteur américain, né dans la commune
- Frank Bongardt (1972), champion du monde (Kickboxing 2010)
- Joelle Franzmann (19 janvier 1979), triathlète
- Martin Weller, musicien, né dans la commune

## Villes jumelées

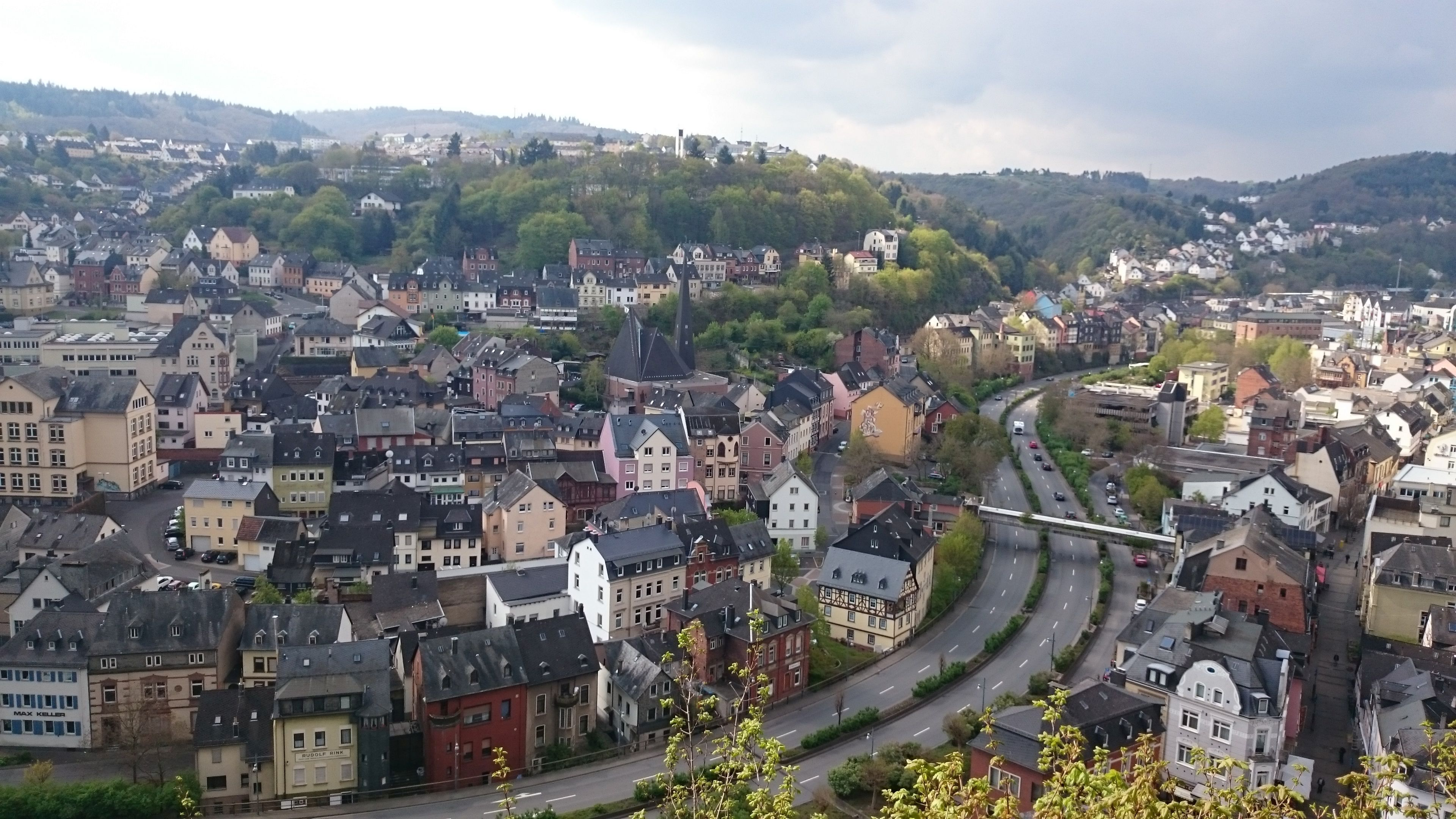
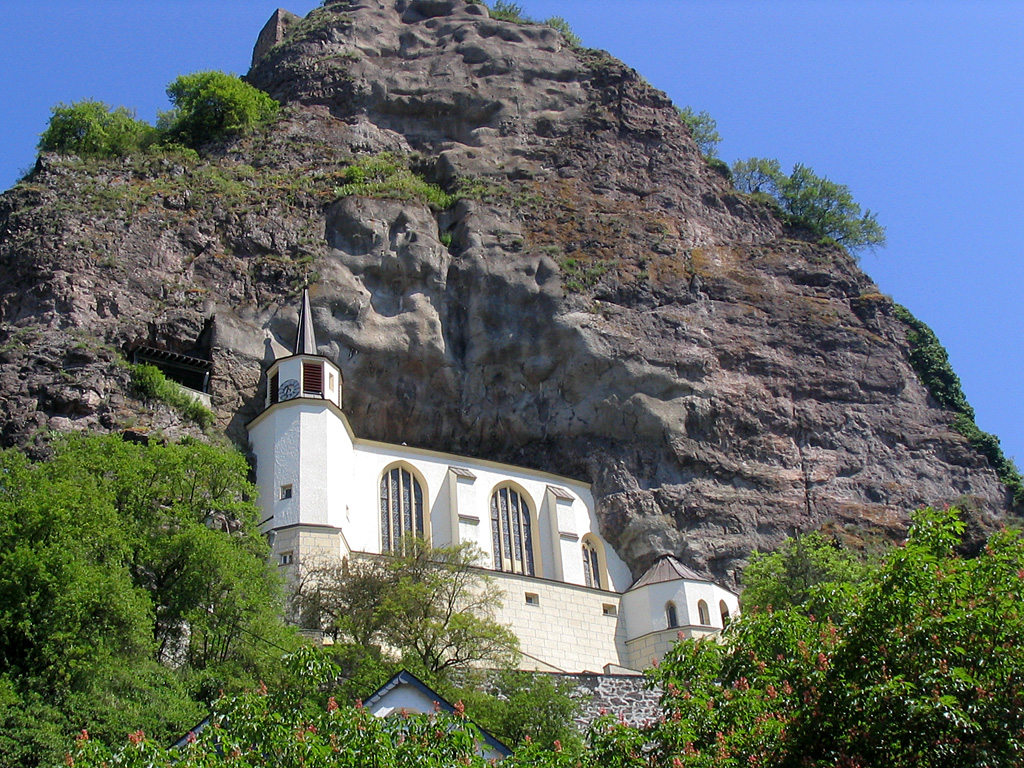
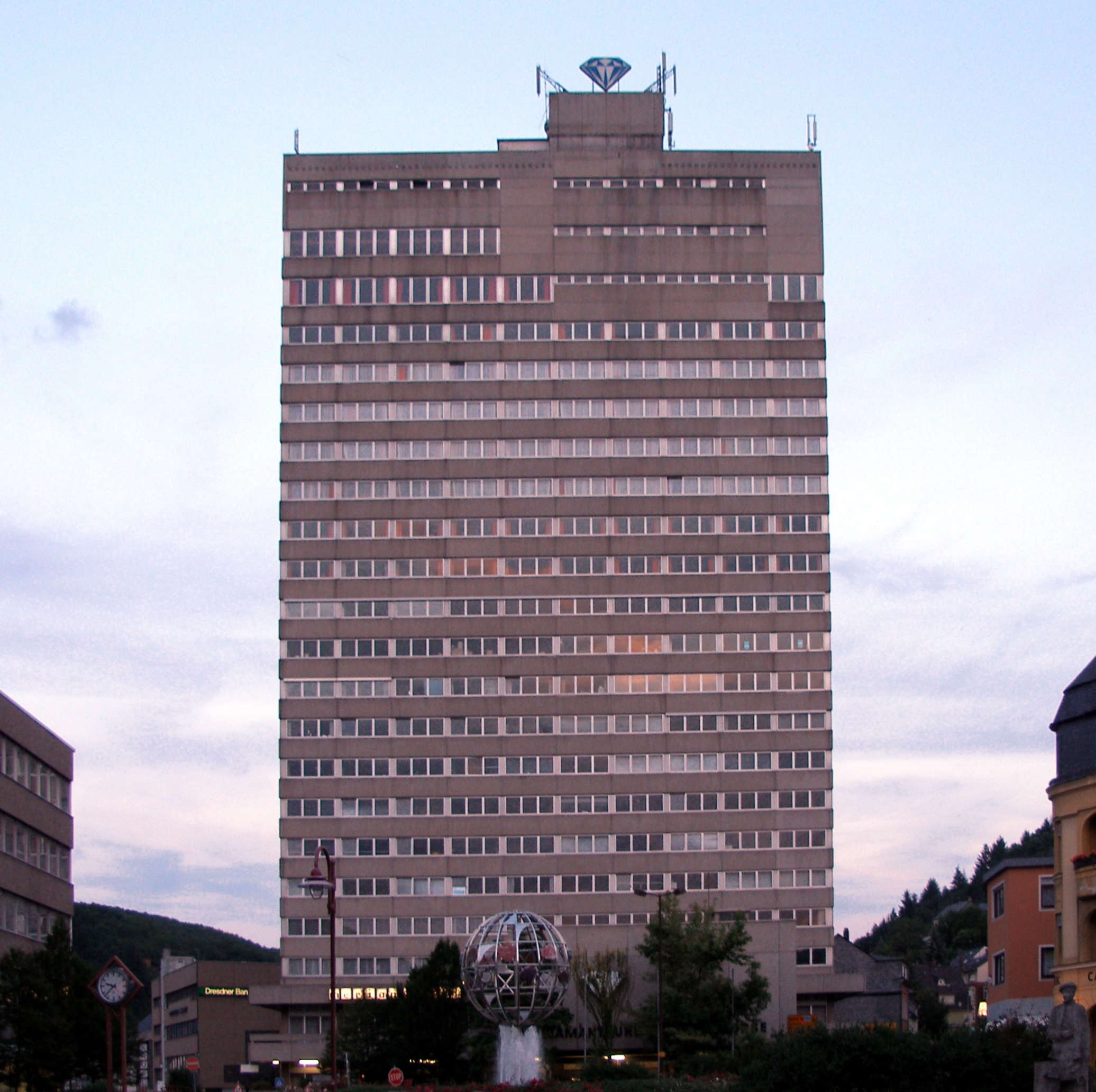
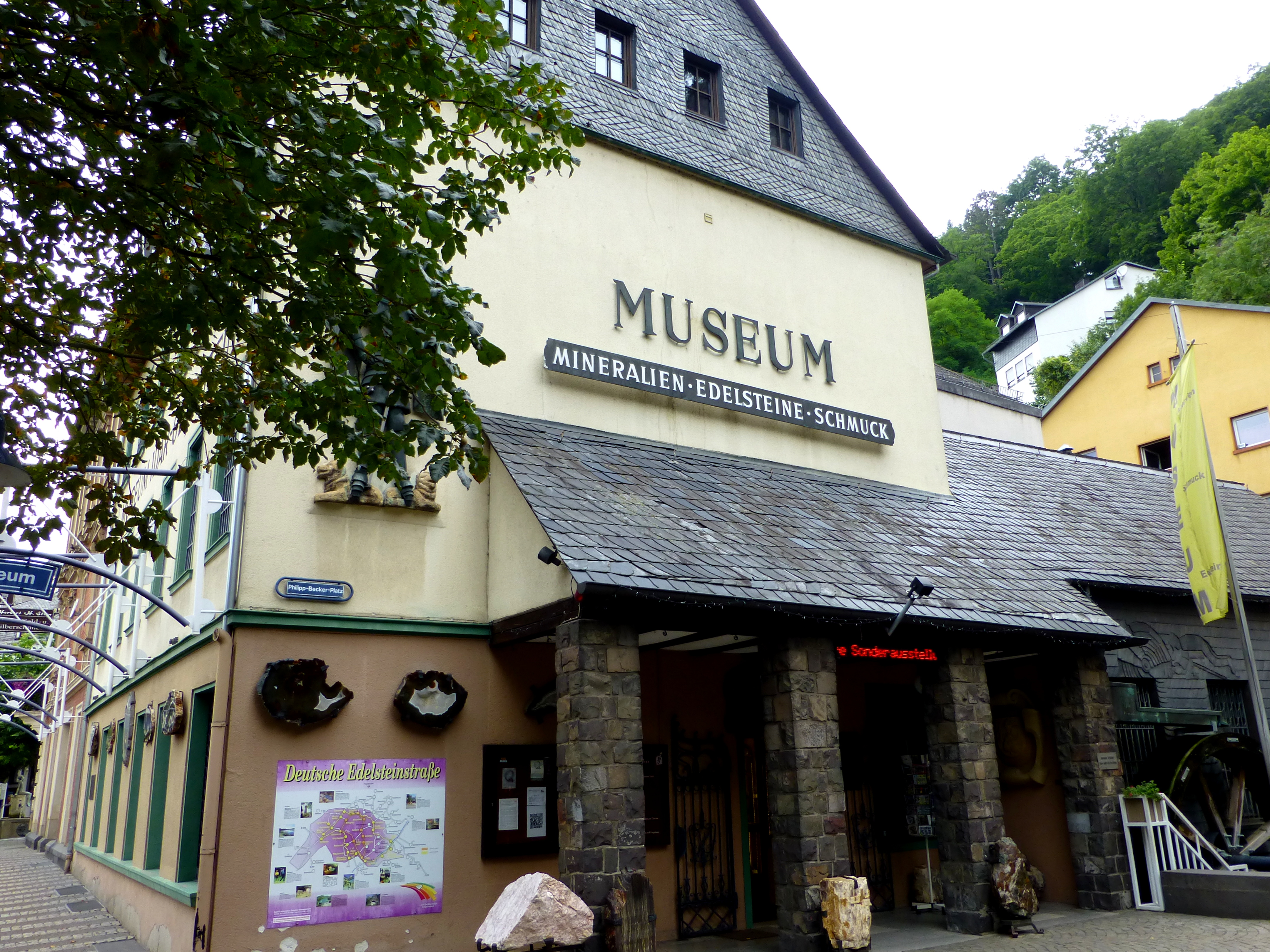
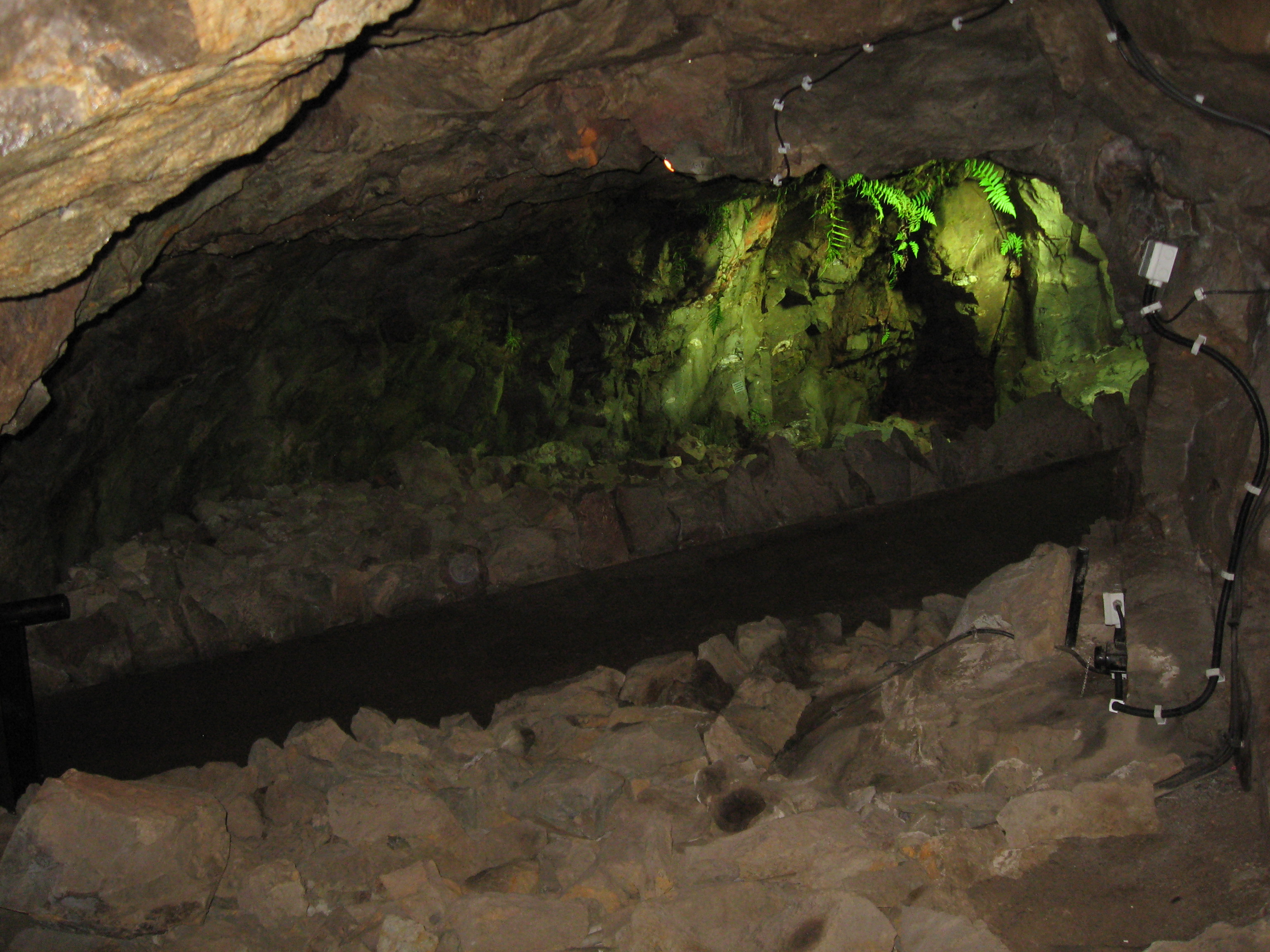
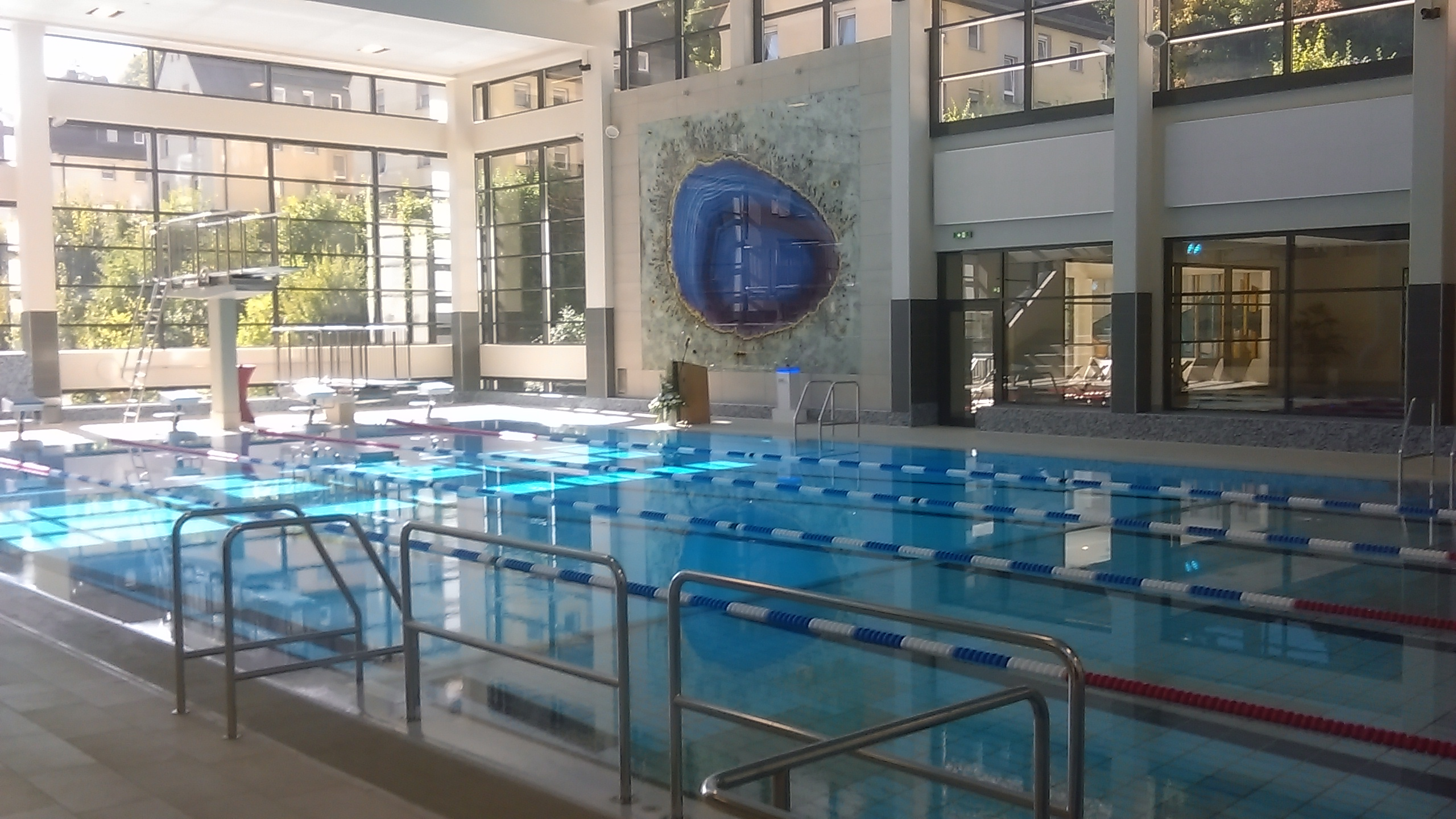
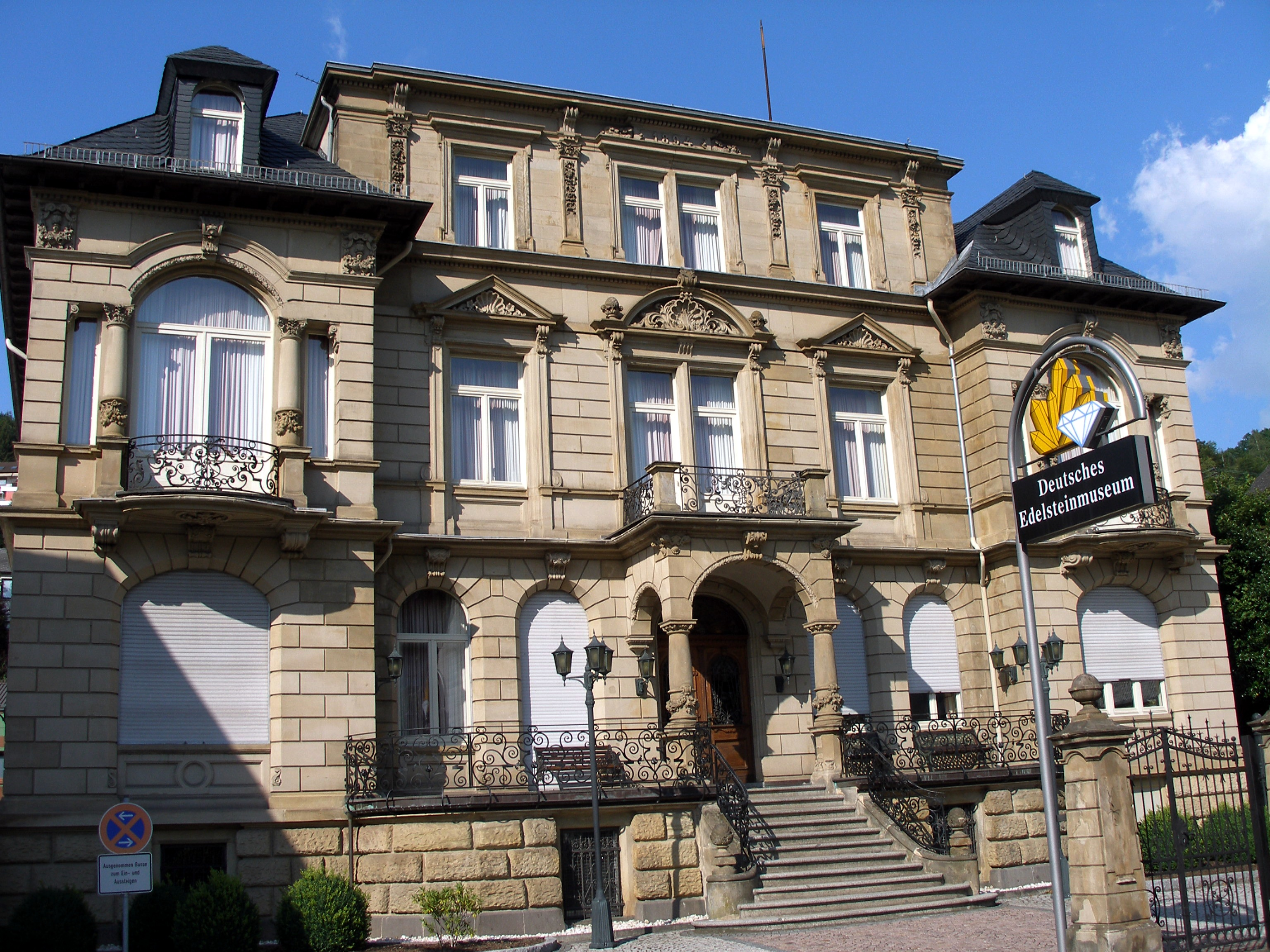
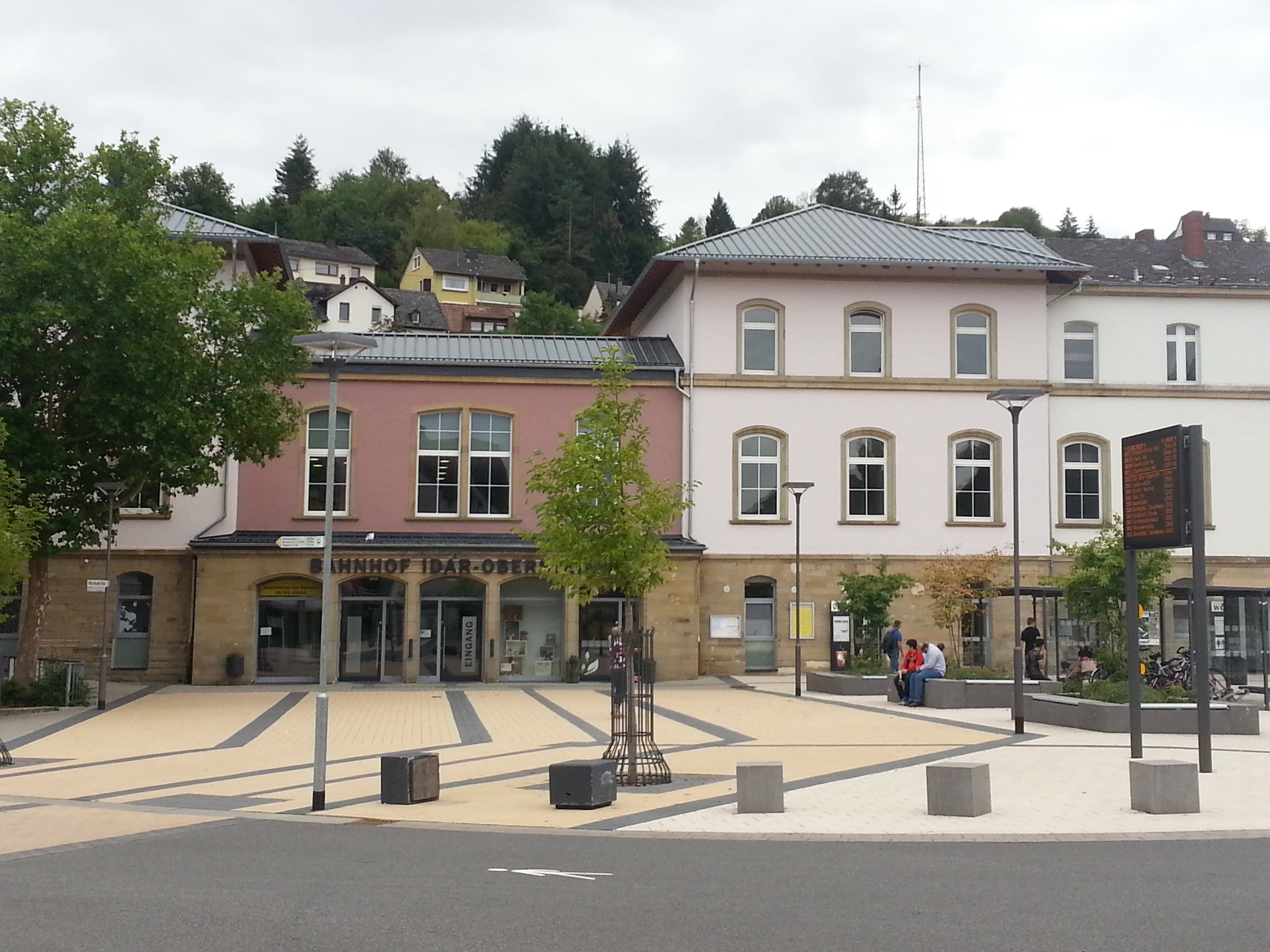
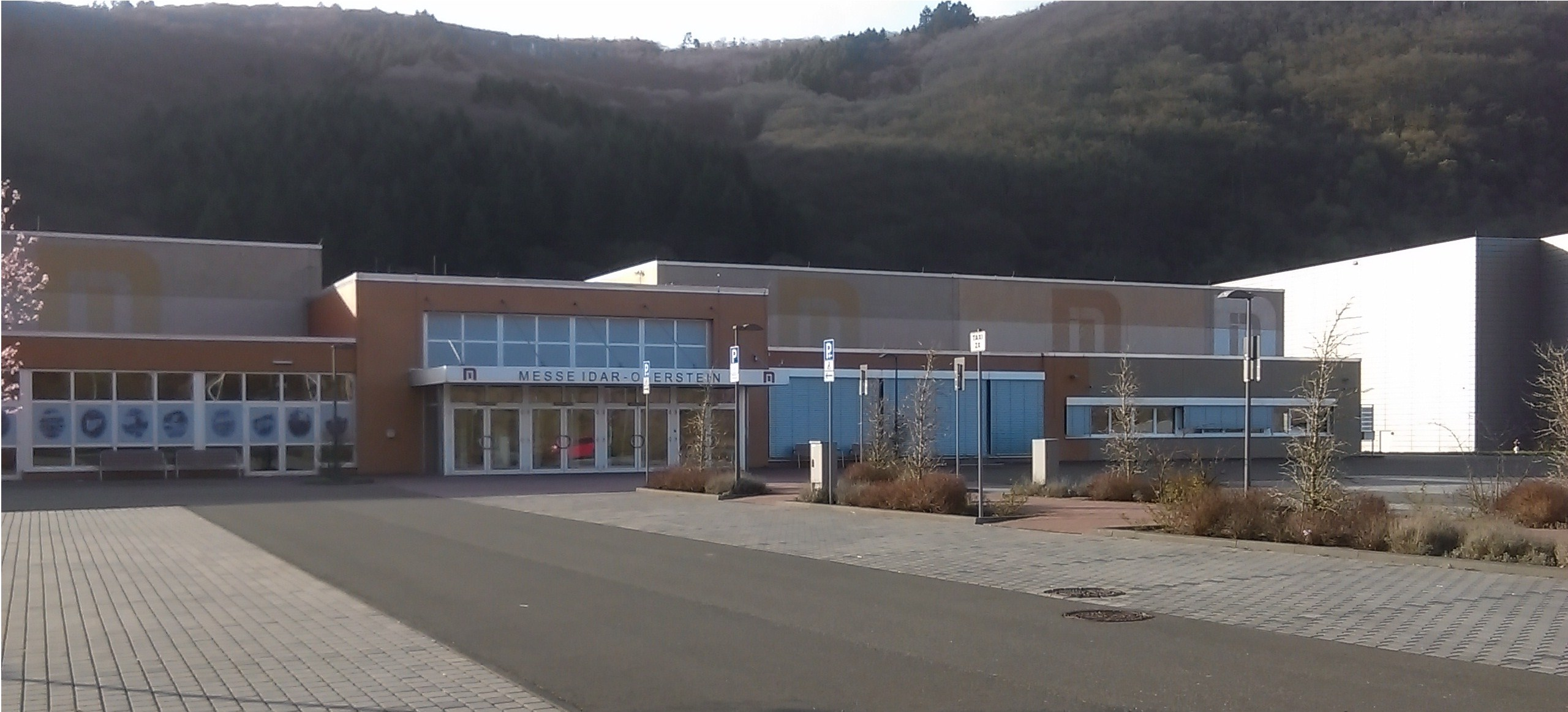
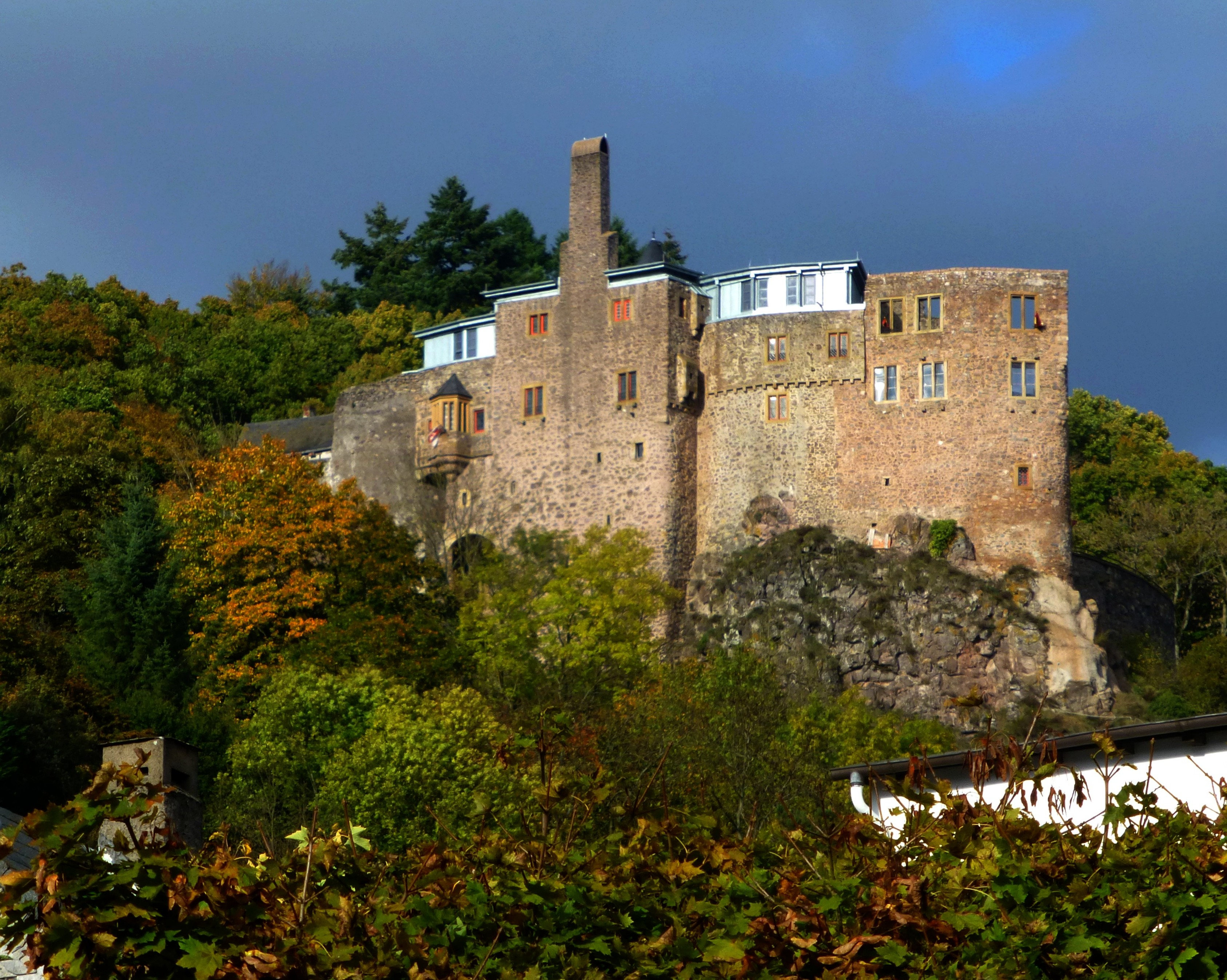
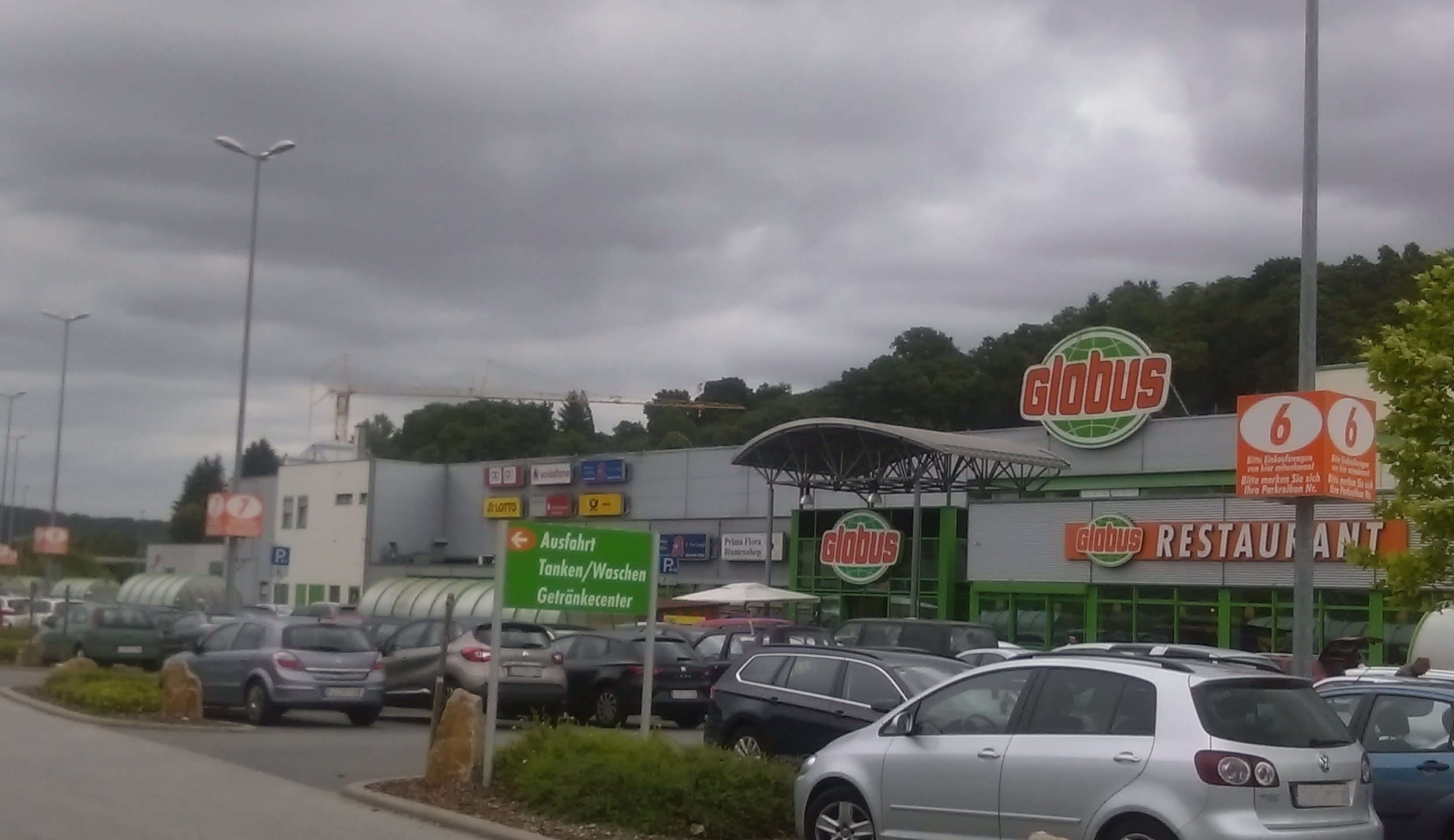
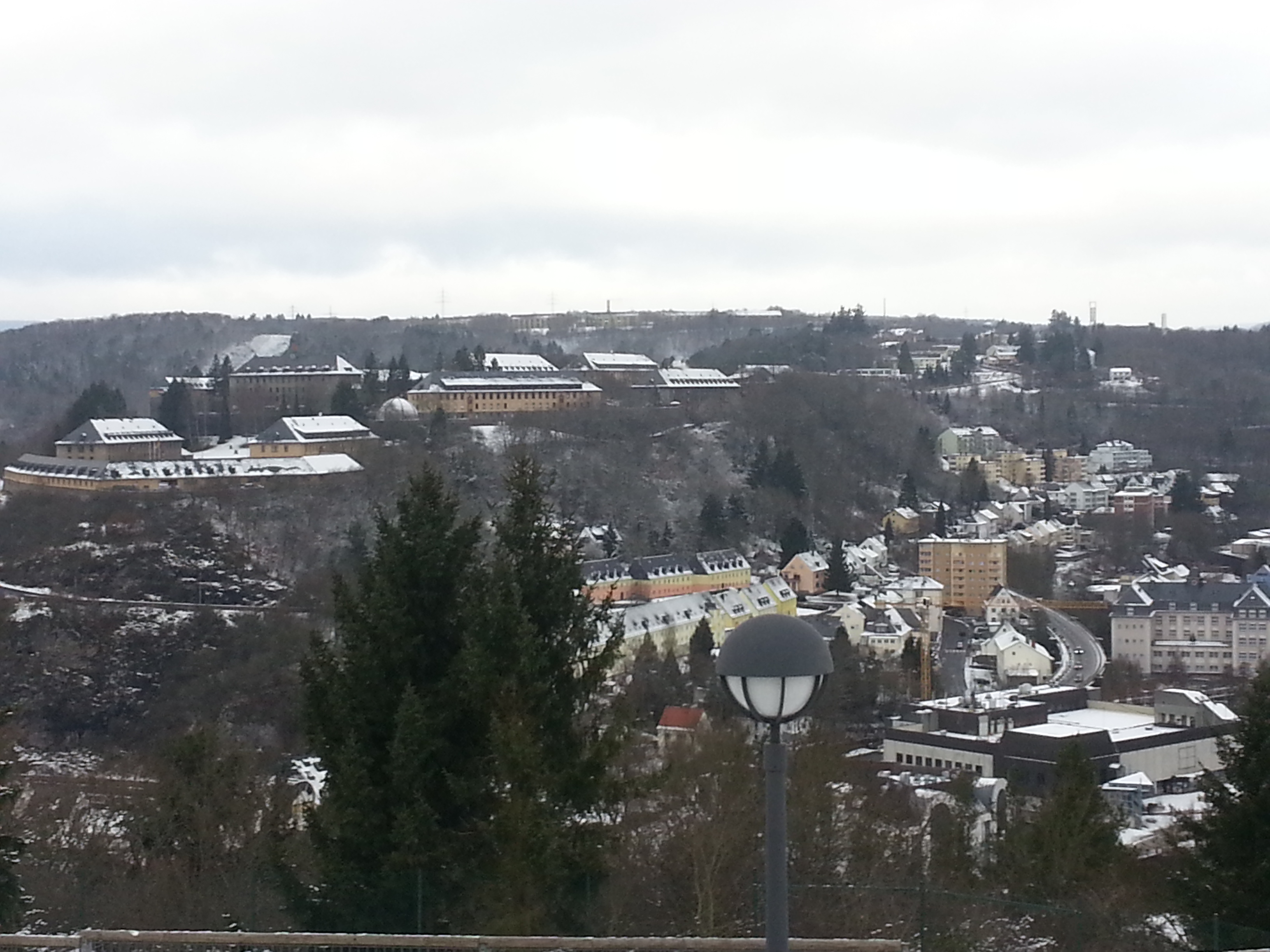
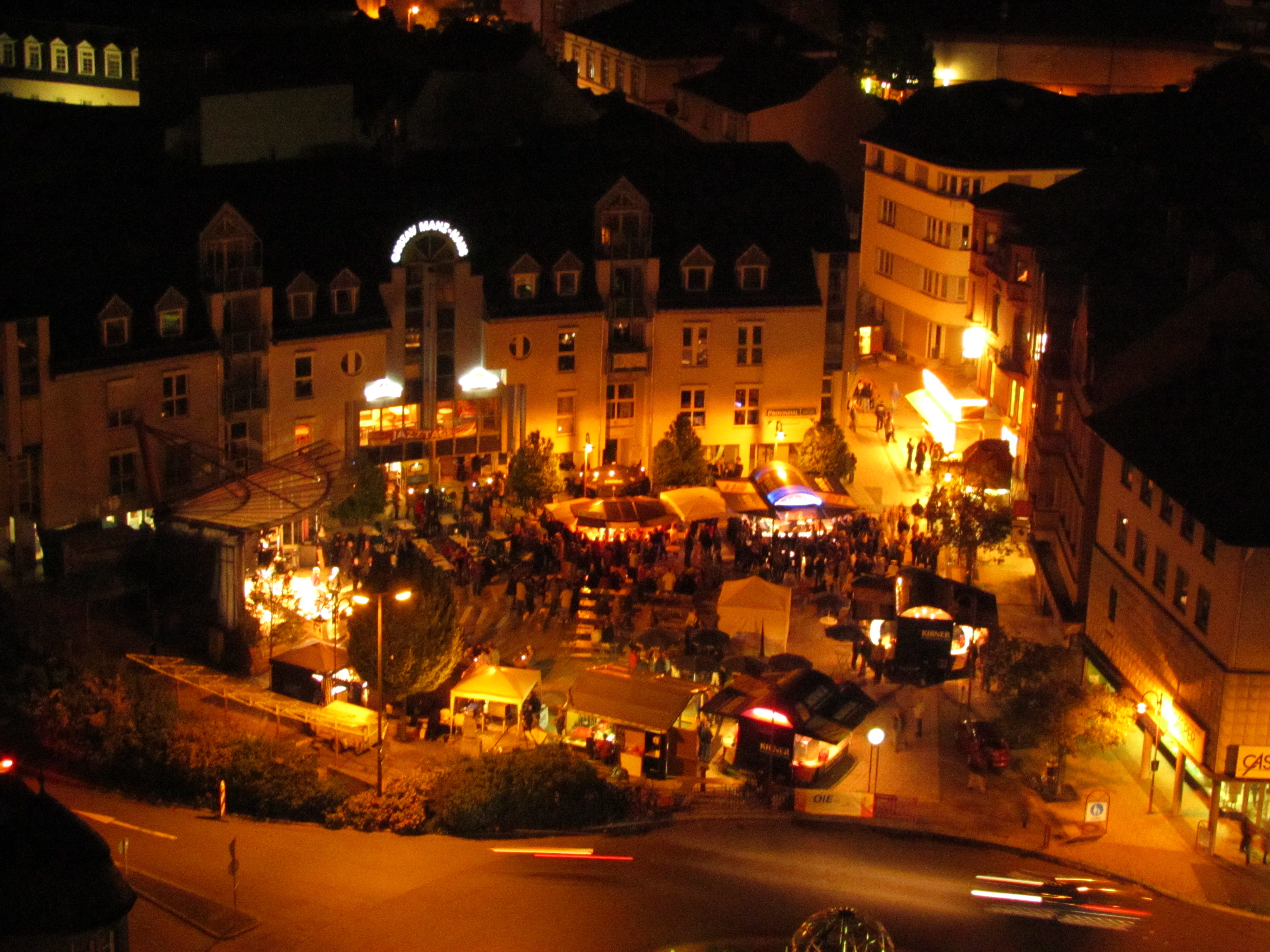
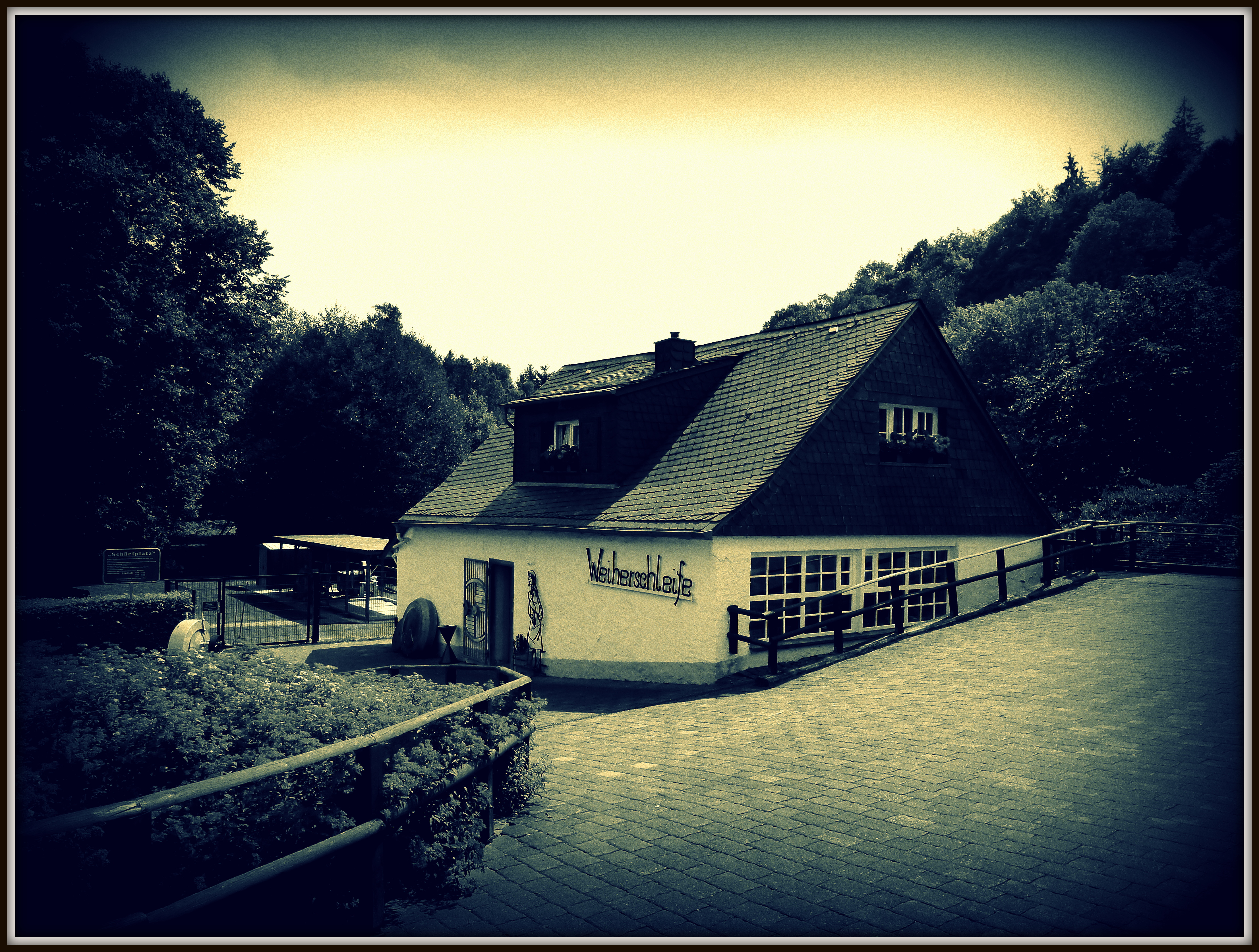
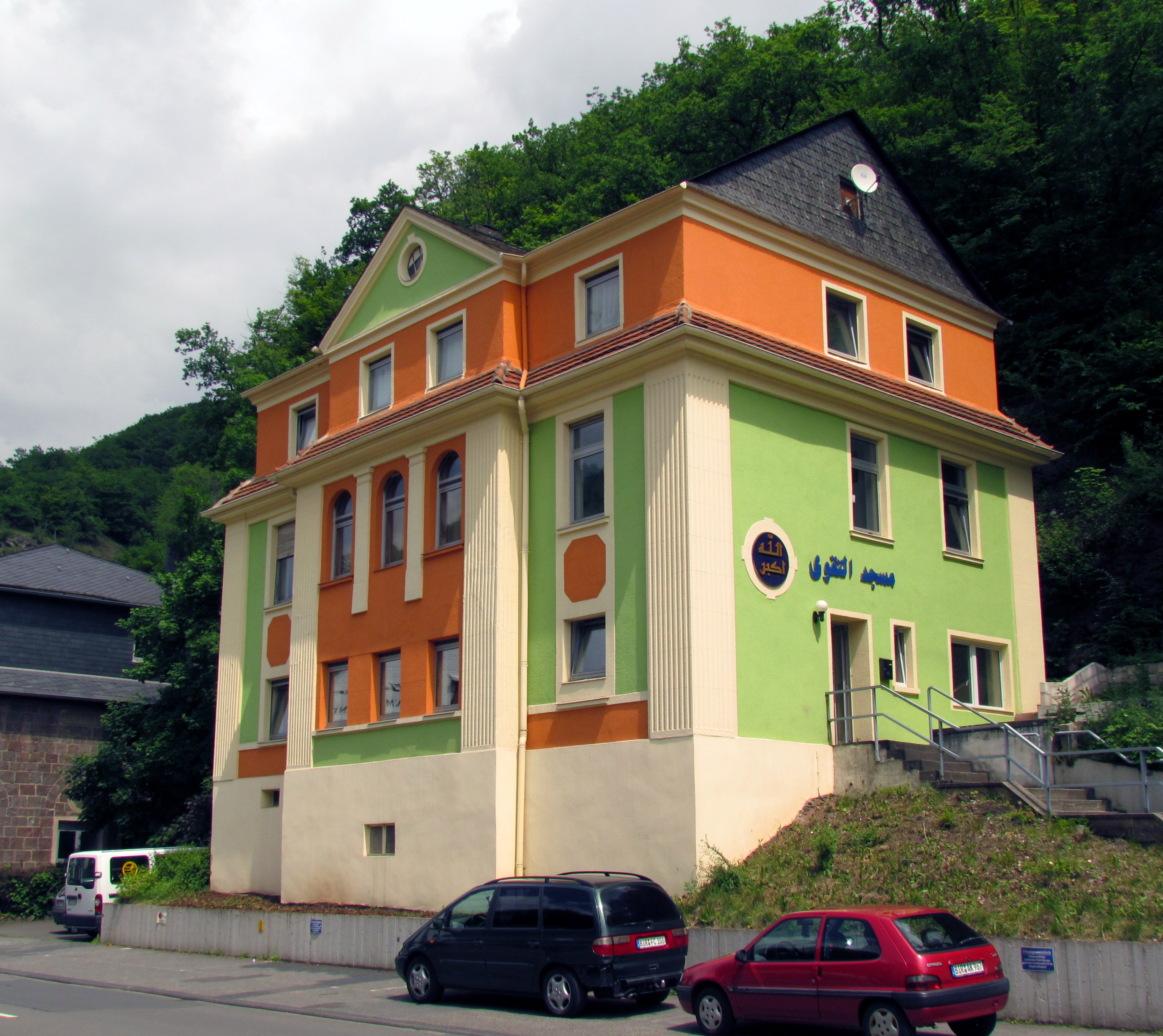
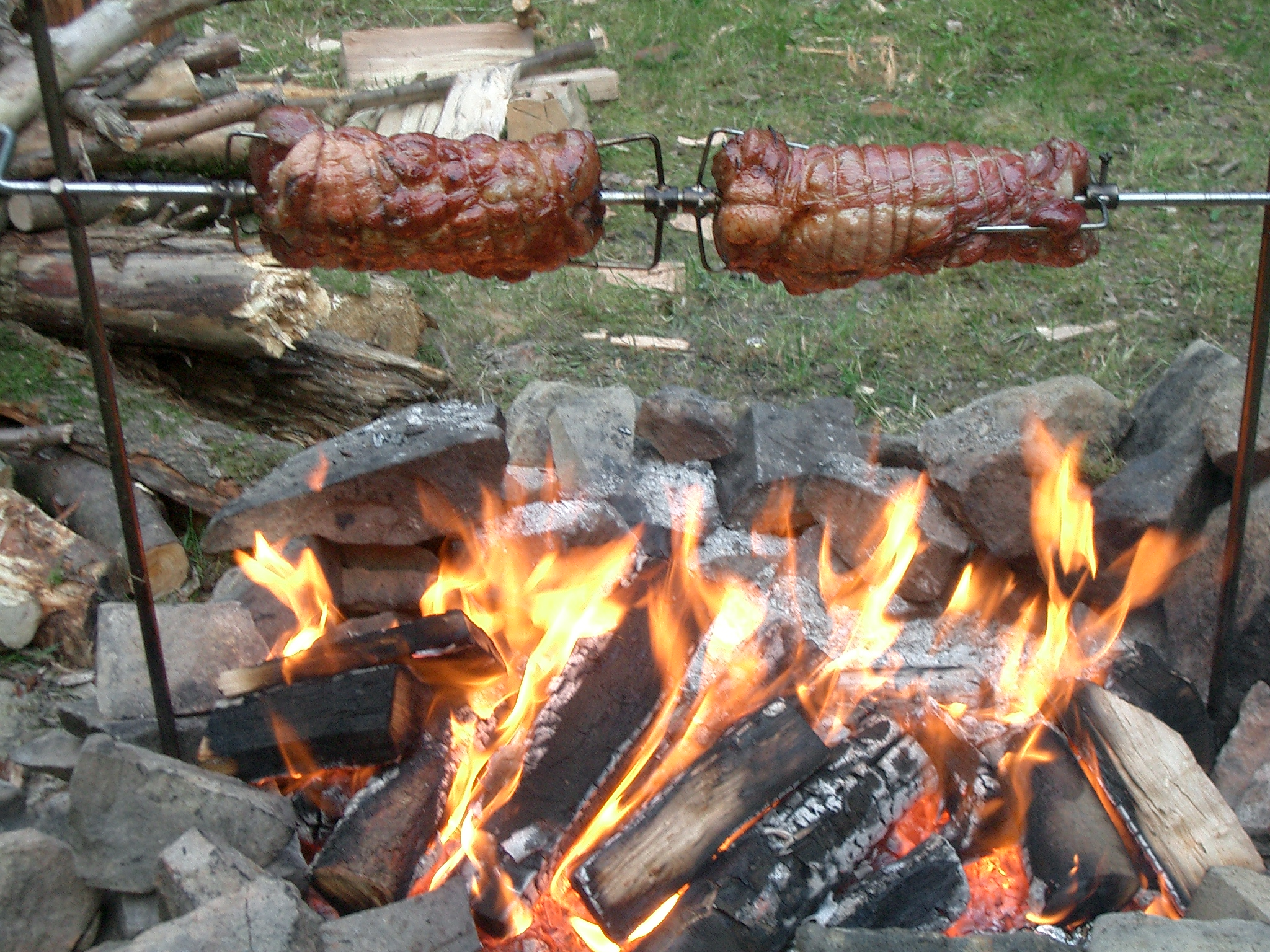

- Goiânia (Brésil)
- Achicourt (France)
- Les Mureaux (France)
- Margate (Angleterre)